# Acacia petiolaris
Acacia petiolaris é uma espécie de leguminosa do gênero Acacia, pertencente à família Fabaceae.